# Ng'anzo
Ng'anzo è una circoscrizione rurale (rural ward) della Tanzania situata nel distretto di Bukombe, regione di Geita. Conta una popolazione di 22 442 abitanti (censimento 2012).